# Carol Sutton
Carol Sutton (Louisville, 29 de junho de 1933 — Louisville, 19 de fevereiro de 1985) foi uma feminista e jornalista estadunidense. Foi eleita pela revista de notícia Time como Pessoa do Ano em 1975, representando as Mulheres Americanas.